# Печь трубчатая блочная
Печь трубчатая блочная ПТБ — печь для подогрева жидкости, путём рекуперации между теплообменниками горячих отработанных газов, полученных при сжигании нефти, природного или попутного газа.
Печь прямого подогрева применяется для нагрева жидкостей при подготовке и транспортировке.
Печь трубчатая ПТБ состоит из теплообменной камеры, блока основания, блок управления и автоматизации и блока вентиляционного агрегата. В состав печи входят три взрывных клапана, четыре дымовые трубы, трубопроводы входа и выхода нефти, трубопроводы подвода газа, газораспределительное устройство и площадки обслуживания.
Теплообменная камера, выполнена в виде металлического корпуса, внутри которого размещены секции змеевиков (ребристых труб).